# 펠릭스 구앵

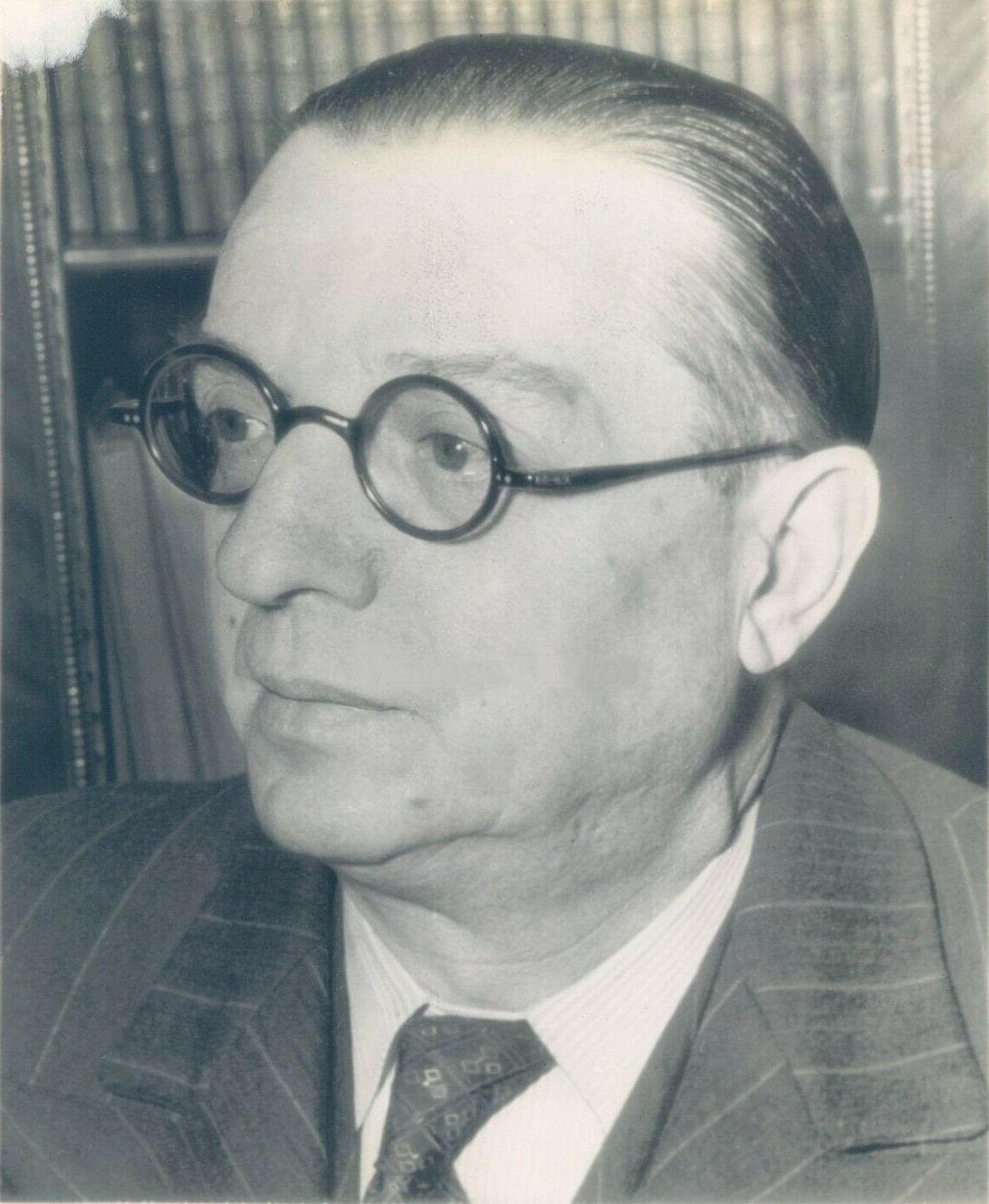
펠릭스 구앵

펠릭스 구앵(프랑스어: Félix Gouin, 1884년 10월 4일~1977년 10월 25일)은 프랑스의 사회주의자이며 노동자 인터내셔널 프랑스 지부의 일원이다.